# 190 (število)
190 (stó dévetdeset) je naravno število, za katero velja 190 = 189 + 1 = 191 - 1.

## V matematiki
- sestavljeno število.
- klinasto število.
- trikotniško število {\displaystyle 190=19(19+1)/2\,\!}.
- šestkotniško število.
- središčno devetkotniško število.
- Harshadovo število.
- veselo število

## Drugo

### Leta
- 190 pr. n. št.
- 190, 1190, 2190